# De grote chaos
De grote chaos (Engelse titel: After Things Fell Apart) is een korte roman van Ron Goulart. Het boek werd in 1970 voor het eerst uitgegeven en valt in de categorieën sciencefiction en pulp. Doordat de schrijver in 1970 een nabije toekomst omschreef, heeft de geschiedenis het boek inmiddels ingehaald. Het boek kent een opzet als Odysseus en detectiveverhaal.

## Synopsis
Hoofdpersoon van het verhaal is James Sheridan Haley. Hij is geboren op 3 maart 1964 in Berkeley (Californië). Hij is detective bij het Particuliere Informatiebureau, onderdeel van het Bureau Veiligheid en Onderzoek van San Francisco. De Verenigde Staten is uit elkaar gevallen, Washington D.C. fungeert alleen nog als database, maar niet meer als hoofdstad. Ook de staat Californië is uiteengevallen in drie landen: Noord-, Zuid-Californië en de San Francisco Enclave (SFE). Haley krijgt de opdracht uit te zoeken wie er achter de moorden zit op de notabelen van de SFE. Gegeven is dat Lady Day erachter zit en dat de moorden uitsluitend door vrouwen worden gepleegd. Haley wordt bijgestaan door Penny Dean, een spijtoptant uit de Lady Day-beweging.
Het boek is erg gericht op San Francisco en de naam die de stad toen had. Thema’s die in het humoristische boek aan de orde komen zijn:
- aardbevingen, in dit geval een matige in 1976 (fictie)
- de Golden Gate Bridge, deze brug was tijdens de splitsing in drie gebieden dermate belangrijk, dat allerlei facties aanspraak maken op de inkomsten van de tolweg over de brug;
- Richard Nixon, in 1969 gekozen tot President van de Verenigde Staten; in de omgeving van de stad bevindt zich het Nixon-Instituut, waar de geschiedenis van de VS opnieuw wordt opgetekend (alleen mondeling)
- Homobeweging, de stad San Francisco stond ten tijde van het boek bekend als centrum van de Amerikaanse Homobeweging;
- Amerikaanse maffia, in dit geval de Amateur-Maffia gecentreerd in het stadje San Rafael, Italianen mogen daar geen lid van zijn;
- muziek, zowel de rock (oude musici vertellen hun verhalen in het Nixon-Instituut) als jazz (een Mechanical Jazzfestival in Monterey (Californië));
- Psychedelica, in de omgeving van San Francisco ligt het plaatsje Wenen-West, alwaar men leeft volgens Sigmund Freuds tijd in Wenen;
- Vietnamoorlog; Zuid-Californië kreeg te maken met een Chinese invasie (China was ondersteuner van Noord-Vietnam in haar strijd tegen Zuid-Vietnam, gesteund door de VS).

Het niet benoemde tijdperk waarin het boek zich afspeelt wordt enigszins beperkt doordat er verspreid over het boek een aantal jaartallen worden gegeven:
- de geboortedatum van de hoofdpersoon;
- het gegeven dat de van kracht zijnde wetten tot stand zijn gekomen in 1989;
- Richard Nixon brengt op hoge leeftijd nog een bezoek aan het instituut, dat zijn naam draagt;
- er wordt een studierichting aan het instituut gegeven die teruggrijpt op de muziek van 1960-1980.

## Ontvangst
Na de uitgave van After Things Fell Apart kreeg het een nominatie voor de Edgar Award. Dat feit wordt in het geheel niet genoemd bij de Nederlandse uitgave een aantal jaren later. Het boek is diverse keren heruitgegeven in de Verenigde Staten en daarbij wisselen de meningen sterk. Ron Goulart werd gedurende zijn auteurschap gekenmerkt door de sterke wisselingen in kwaliteit, aldus recensenten. Dit boek “kon ermee door” ook nadat het een aantal keren was heruitgegeven. In Nederland is de uitgave van Born de enige.
Goulart zou veel later meeschrijven aan Tekwar.